# Зубков, Игорь Валерьевич
И́горь Вале́рьевич Зубко́в (род. 10 февраля 1963, Москва) — советский и российский композитор, продюсер, исполнитель, член Союза композиторов России.

## Биография
Отец — Зубков Валерий Александрович (1939—1985) — композитор. Мать — Волкова-Лилова Реорита Иосифовна — актриса, телевизионный режиссёр.
- Окончил Мерзляковскую музыкальную школу, класс Валентины Ивановны Сосуновой.
- В 1978 году поступил в Мерзляковское училище.
- С 1982 по 1984 год — служба в армии. Являлся руководителем эстрадного ансамбля, в духовом оркестре играл на саксофоне и трубе.
- С 1984 по 1985 год работал аккомпаниатором в ГУЦЭИ (Государственное училище циркового и эстрадного искусства).
- В 1985 году поступил в Московскую Консерваторию им. П. И. Чайковского в класс профессора Т. Н. Хренникова и доцента (а ныне профессора) Т. А. Чудовой. Закончил консерваторию написанием симфонической сюиты «Туда и обратно» по одноименному произведению Джона Рональда Руэл Толкиена.

С 1991 года работал на студии «Тон-сервис» Александра Кальянова сначала как клавишник, позже как аранжировщик. Там появились первые эстрадные песни: «У опера с Петровки» на стихи Симона Осиашвили и «Эмигранты» на стихи Александра Шаганова. Важной вехой стала работа над альбомом А. Кальянова «Плохая примета», выпущенного в 1993 году. Там же, на «Тон-сервисе», состоялась встреча с поэтом Константином Арсеневым. Вместе с ним и в содружестве с продюсером Владимиром Дубовицким создан альбом Татьяны Овсиенко «Надо влюбиться» (1995 г.), а также песни «Танго втроём» и «Без тебя» в исполнении Кристины Орбакайте, принесшие широкую популярность. Успех был закреплён вторым альбомом Овсиенко «За розовым морем» (1997 г.).
Знаковым событием стало знакомство с Михаилом Шуфутинским, которое переросло в настоящую дружбу и послужило созданию более полусотни песен.
Творческой удачей также стала встреча с поэтом Кареном Кавалеряном, в содружестве с ним написано много песен.
С 1999 года плодотворно сотрудничал с радиостанцией «Авторадио». С 2000 по 2002 год вместе с Александром Вариным и Симоном Осиашвили продюсировал проект «Avto!»
Игорь Зубков женат, воспитывает дочерей Мэри и Николь. Сегодня его песни очень часто можно услышать на просторах интернета, а точнее на радио "Музыка в дорогу".

## Творчество

### Песни (выборка)
- Игорь Зубков написал около 400 песен более чем 30 артистам[2], семь раз становился лауреатом Национальной премии «Песня года».
- Love Story
- Алёнка
- Анжелина
- Ах, Зоя, Зоечка
- Барышня
- Черешня
- Брато
- Будь неподалёку
- Бумбо-Мамбо
- Ветер северный
- Вкус вишневой смолы
- Вниз по реке
- Гитарушка
- Глаза в глаза
- Далеко не простое любопытство
- Дальнобойщик
- Два шага
- Деловые
- День Святого Валентина
- Детство
- До свидания
- Дорогая, прочтите листок
- Дороги в небо
- Друзья
- Женское счастье
- За розовым морем
- Заблудившееся лето
- Золотой иероглиф
- Играл скрипач
- Как объясняются в любви
- Капля теплоты
- Колечко
- Кораблик
- Костровая
- Красавец «Оливье»
- Крым
- Людка
- Малина
- Мама
- Маня
- Марджанджа
- Маша
- Медленно падает снег
- Медсестричка
- Между двух берегов
- Мечта хрустальная
- Милая жена
- Мне очень жаль
- Москва — Владивосток
- Музыка любви
- На самой южной Ривьере
- Наколочка
- Не ешь с ножа
- Не забудь!
- Не спеши
- Ну и ради Бога…
- Огненная бабочка любви
- Огни  Оревуар
- Осенние каникулы души
- Островок
- От пункта «Я» до пункта «Ты»
- Отец
- Отпустите врача
- Пацаны
- Перекрестки
- Победа — волшебное слово
- Подмосковная река
- Поезда  Поезда
- Поживем, увидим
- Пойду однажды по Руси
- Полдороги
- Последний лист
- Пропажа
- Пятак
- Романс про Изю Шнеерсона
- Русская осень
- Сердце птицы
- Славянская душа
- Солнце моё
- Соло
- Тайны старой Москвы
- Тик-так
- Тополя
- Туда-сюда
- У вокзала
- Улетайте вороны
- Хлеб, дом, автомобиль
- Хозяин-барин
- Шарада-ночь
- Шарики
- Школьная пора
- Эх, ма…
- Я поеду на юг
- Я просто медленно люблю
- Я родился в Москве
- Ямщик  и др .......

### Театр
- В 2003 году в соавторстве с поэтом Александром Вулых был написан второй национальный мюзикл «12 стульев»,[3] с успехом шедший на сцене Московского дворца молодёжи (режиссёр Тигран Кеосаян). В создании мюзикла Игорь Зубков принимал участие и как музыкальный руководитель проекта.
- В 2019 году в соавторстве с поэтом Кареном Кавалеряном и либреттистом Артёмом Кавалеряном создал мюзикл «Цыганская баллада»,[4], постановку которого осуществляет АНО «Музыкальное сердце театра» совместно с Театром «Ромэн» (режиссёр Александр Рыхлов).

### Кино
- Игорь Зубков написал музыку к нескольким фильмам:[5]
  - «Урод» (1993 г.) Романа Качанова
  - «Полный вперёд» (2005 г.) — телевизионный сериал
  - «Внук Гагарина» (2007 г.) — художественный фильм режиссёров Андрея Панина и Тамары Владимирцевой.
  - «Улыбка бога или чисто одесская история» (2008 г.) фантастическая комедия режиссёра Владимира Аленикова.

## Артисты
- Михаил Шуфутинский
- Татьяна Овсиенко
- Алла Пугачёва
- Филипп Киркоров
- Кристина Орбакайте
- Татьяна Буланова
- Женя Отрадная
- Александр Кальянов